# Ematolite
L'ematolite (simbolo IMA: Hmt) è un minerale appartenente al gruppo dell'ematolite con composizione chimica (Mn,Mg,Al)15(AsO4)2(AsO3)(OH)23.

## Etimologia e storia
Il minerale prende il nome dalle parole in greco antico αίμα (aima, che significa 'sangue') e λίθος (lithos che significa 'pietra'), ossia "pietra di sangue" in allusione al suo colore rosso. Il primo a usare un nome simile, fu Lars Johan Igelstrom nel 1884, che utilizzò il nome aimatolit (pietra di sangue in lingua svedese), nome che fu poi conservato per chiamare il minerale.

## Classificazione
Nella classica nona edizione della sistematica dei minerali di Strunz, aggiornata dall’Associazione Mineralogica Internazionale (IMA) fino al 2009, l'ematolite si trova nella classe "8. Fosfati, arseniati, vanadati" e nella sottoclasse "8.B Fosfati, ecc., con anioni aggiuntivi, senza H2O"; questa viene ulteriormente suddivisa in base alla dimensione dei cationi coinvolti, in modo tale da trovare il minerale nella sezione "8.BE Con soltanto cationi di media dimensione, (OH, ecc.):RO4 > 2:1" dove forma il sistema nº 8.BE.45 insieme ad arakiite, dixenite, kraisslite, mcgovernite e turtmannite.
Tale classificazione viene mantenuta anche nell'edizione successiva, proseguita dal database "mindat.org" e chiamata Classificazione Strunz-mindat, dove oltre ai minerali già citati l'ematolite si trova in compagnia anche della carlfrancisite.
Nella Sistematica dei lapis (Lapis-Systematik) di Stefan Weiß l'ematolite si trova nella classe dei "fosfati, arseniati e vanadati" e nella sottoclasse dei "fosfati anidri, con anioni estranei F, Cl, O, OH"; questa viene suddivisa in base alla dimensione dei cationi coinvolti, in modo da trovare il minerale nella sezione dei "cationi di medie dimensioni: Mg-Mn-Fe-Cu-Zn" dove forma il sistema nº VII/B.19 insieme ad arakiite.
Anche nella classificazione dei minerali secondo Dana, usata principalmente nel mondo anglosassone, l'ematolite si trova nella classe dei "fosfati, arseniati e vanadati" e nella sottoclasse dei "fosfati composti ecc., (anioni composti anidri con idrossile o alogeno)", dove è l'unico membro del sistema nº 43.04.06.

## Abito cristallino
L'ematolite cristallizza nel sistema trigonale con il gruppo spaziale R3 (gruppo nº 146) con i parametri reticolari a = 8,275 Å e c = 36,60 Å, oltre ad avere 3 unità di formula per cella unitaria.

## Origine e giacitura
L'ematolite è stata trovata nelle fessure del calcare metamorfizzato nei giacimenti metamorfizzati di ferro–manganese; la paragenesi è con manganosite, pirocroite, magnetite, jacobsite, calcite, barite e fluorite.
L'ematolite è un minerale molto raro ed è stata trovata solo nella sua località tipo, la miniera di "Moss" (59.81667°N 14.1°E) nel distretto minerario di "Långban", nei pressi di Filipstad (Svezia).
Altri ritrovamenti si sono avuti nella miniera di "Brattfors" e nella miniera di "Långban", sempre nei pressi di Filipstad, ma anche nella miniera di "Harstigen" nei pressi del distretto minerario di Pajsberg.

## Forma in cui si presenta in natura
L'ematolite si presenta in cristalli tabulari con pinacoidi basali triangolari, aggregati in piccole druse all'interno di calcari metamorfici con dimensioni fino a 1 cm.
Il colore del minerale è rosso-marrone, rosso sangue, quasi nero; diventa arancione rossastro o marrone giallastro alla luce trasmessa. Il suo striscio va dal marrone cioccolato chiaro a marrone rossastro; la lucentezza dell'ematolite è varia: vitrea, semi-vitrea, resinosa, perlacea, semi-metallica.